# Llegendes relacionades amb el Comte Arnau

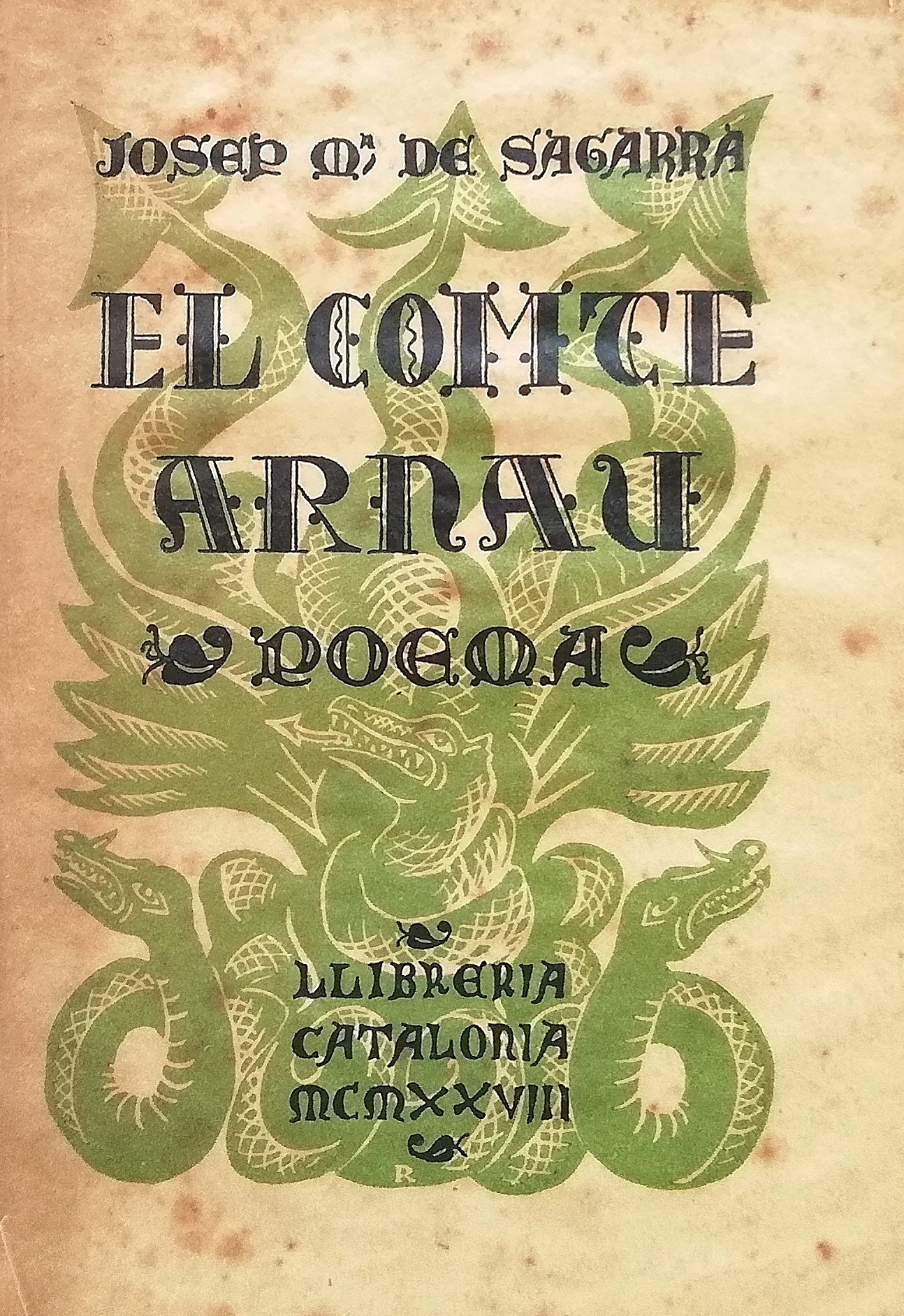
Primera edició d'El Comte Arnau, de Josep Maria de Sagarra (1928)

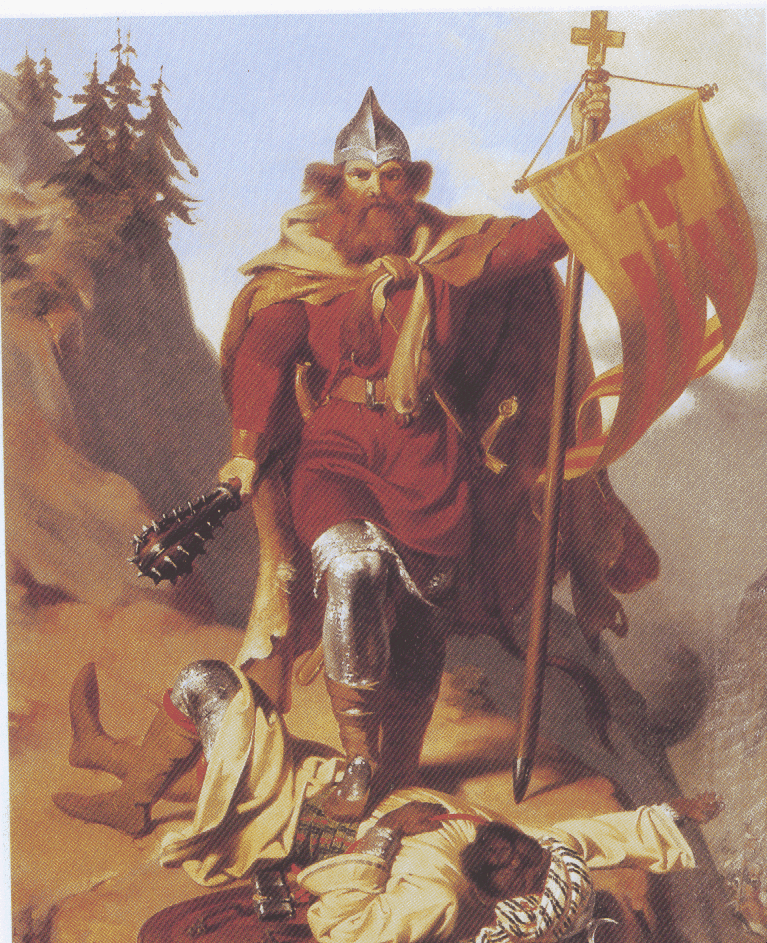
Otger Cataló, imatge del s. XIX.

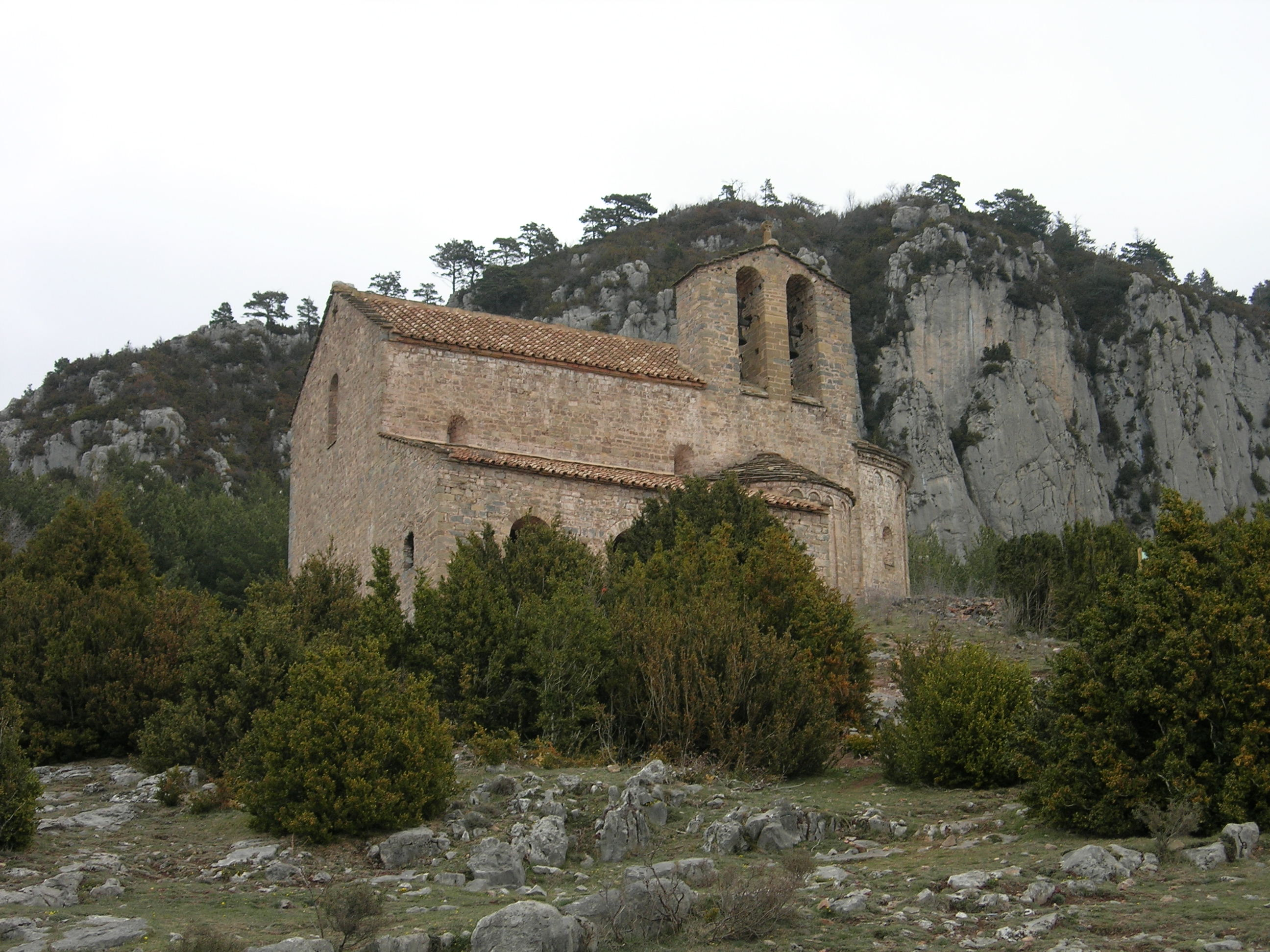
Santuari de Montgrony.

Les llegendes relacionades amb el Comte Arnau són un conjunt de narracions arrelades a la cultura popular catalana, especialment al Ripollès. Aquestes llegendes retraten el comte com un noble corrupte que maltractava els seus vassalls i seduïa les dames, fet que el va portar a ser condemnat a vagar eternament per la terra. La figura del comte Arnau esdevé la d'un personatge amb una imatge ambivalent: en alguns relats és un heroi, mentre que en d’altres és considerat un monstre.
Les llegendes del Comte Arnau han evolucionat al llarg del temps, creant una figura mítica associada al mal, la justícia social i el sobrenatural. Tot i que no hi ha base històrica clara, el comte es presenta com un personatge complex, relacionat amb el dimoni, les ànimes perdudes i la mort; un personatge màgic que cavalca un cavall negre perseguit per forces malignes. Aquestes llegendes es van popularitzar al segle xix gràcies a la literatura romàntica, que el va convertir en un mite. Tot i que s’han proposat connexions amb figures com Arnau de Mataplana o Arnau Roger III de Pallars Sobirà, aquestes associacions són molt dubtoses.
Les llegendes també parlen de gats o bocs negres que servien al comte, actuant com a emissaris del diable, i de la seva relació amb un pou o avenc en què, segons algunes versions, es creu que el comte va ser arrossegat a l'infern.

## Els relats més populars
Una de les llegendes més popular descriu com, cada nit, l'esperit del Comte Arnau, envoltat de flames, recorre els voltants de Gombrèn i altres pobles de la regió. També es relata la seva promesa incomplerta de pagar als treballadors «una mesura de blat per cada esglaó» en la construcció de l'escalinata del Santuari de Montgrony, una promesa que mai va complir.
El Castell de Mataplana, on va viure el comte, és un lloc destacat en les llegendes, així com el Gorg dels Banyuts, on es creu que l'esperit del comte surt de l'infern al caure la nit. A més, el Castell de Blancafort, també conegut com el castell de les Dames, és el lloc on segons la llegenda, el comte maltractava les dones.
S'explica que Arnau va enamorar-se d’una monja, a qui va intentar raptar. En una versió més antiga, es diu que va ser temptat pel diable, el qual va fer caure Arnau en la luxúria, visitant diverses monges que havien caigut en el vici. En venjança per la seva conducta immoral, el cel va provocar una tempesta que va destruir el convent que freqüentava.
A Sant Joan de les Abadesses, la llegenda narra la passió del comte per l'abadessa del monestir, que va transgredir els seus vots religiosos, contribuint a la seva condemna eterna. El municipi conserva aquest mite a través del Centre d'Interpretació del Mite del Comte Arnau i el Cicle de Representacions anuals.
Una de les llegendes més conegudes sobre ell està vinculada a la seva lluita contra els sarraïns. Segons la tradició, els moros van imposar un tribut a la població del Ripollès, consistint en donzelles, cavalls i bestiar. El comte Arnau va convocar els seus vassalls per combatre els invasors. Malgrat una primera derrota, Arnau es va refugiar a la Cova del Montó, on va repel·lir els sarraïns fins a matar-ne molts. Mentre ell resistia, els pagesos es van reagrupar i van derrotar els moros a la zona dels Closos, matant el rei moro. Aquesta victòria va suposar una reculada per als sarraïns fins a Alpens i es considera l'inici de la reconquesta de les terres sota poder musulmà, amb el comte Arnau com a líder d’aquest procés.
Una versió popular diu que l'ànima del comte encara vaga per la terra, cavalcant el seu cavall de foc i perseguit per gossos infernals. Alguns creuen que el comte mai no descansa, sentint-se condemnat a una carrera eterna, causant temor als qui es creuen amb el seu pas. S'apareix de nit a la seva vídua a qui explica el seu destí funest.